# Bernardo de Sedirac
Bernardo de Sédirac (Bernard de Sédirac) o de Sauvetat, Don Bernardo, Bernardo de Cluny, Bernardo de Toledo o Bernardo de Aquitania (La Sauvetat, 1040/1048-Toledo, 6 de abril de 1128) fue monje cluniacense y arzobispo de Toledo. Ha sido confundido con Bernardo de Agén, obispo de Sigüenza (1124-1151), también monje cluniacense que se trasladó a España, con otros, acompañando a Bernardo de Sedirac a finales del siglo xi.

## Abad de Sahagún
No se conoce el año de su nacimiento, y las primeras noticias sobre él lo sitúan en 1080 como monje benedictino en la abadía de Saint-Orens de Auch, dependiente de Cluny. Formó parte de la comunidad cluniacense que llegó al reino de León, probablemente requerido por el rey Alfonso VI (influido por su esposa Constanza de Borgoña), e inmediatamente fue nombrado abad de Sahagún en 1081 para sustituir a otro cluniacense, Roberto. Este había sido destituido por el abad Hugo de Cluny tras una petición del papa Gregorio VII, seguramente por su poca diligencia en la sustitución del Rito hispánico por el Romano que había sido establecida por el Concilio de Burgos de 1080. Desde su papel de abad de Sahagún y consejero real desarrolló una importante labor en la aplicación de la Reforma gregoriana, especialmente en lo referente a la disciplina del clero, la expansión de la reforma cluniaciense y a la implantación del Rito romano (bajo su mandato se reorganiza el Scriptorium del monasterio, que se convierte en la fuente de nuevos códices).

## Arzobispo de Toledo
Tras la reconquista de Toledo por Alfonso VI, en 1085, don Bernardo desempeñó un papel muy importante en la rendición de la ciudad y en la aceptación del Rito romano por la población, aconsejando al rey que mantuviera la Liturgia hispánica en algunas parroquias toledanas. De hecho, antes de su muerte (el mismo día de la reconquista toledana) el papa Gregorio VII lo había nombrado arzobispo de Toledo, no pudiendo tomar posesión de la sede. Para confirmar el nombramiento viajó a encontrarse con el nuevo papa, Urbano II, en Italia, quien lo invistió arzobispo toledano el 18 de diciembre de 1086, y, además, accedió a que Toledo volviese a ser la sede primada de Hispania. El papa dirigió una carta desde Anagni a los obispos hispanos dándoles noticia del nombramiento y de su apoyo; en ella decía que tal acontecimiento está de acuerdo con la magnificencia del reino godo:

antiquis adtestantibus priuilegiis

## Actividad reformista
En 1090 convocó a los obispos de los reinos de Castilla, León y Galicia en un concilio celebrado en la capital leonesa, donde renovó las normas reformadoras del Concilio de Burgos de 1080. De hecho, su fervor en la aplicación de los preceptos reformistas en la Iglesia hispánica fue reconocido por Urbano II en 1093 cuando le nombró legado en Hispania y en la Narbonense, anulando de esa manera la pretendida primacía de la sede metropolitana de Tarragona que tuvo que aceptar la sumisión a Toledo.
En 1095 viajó a Francia para encontrarse con Urbano II, quien se encontraba de visita apostólica en la Narbonense, y asistió a los concilios de Clermont y de Nimes (1096). En 1097 convocó un concilio de la Tarraconense y de la Narbonense en Gerona, y durante 1098 se dedicó a confirmar la aplicación de las medidas tomadas. En 1099 asistió en Roma a un concilio durante la Pascua, y consiguió del papa Urbano II una bula por la que las diócesis de Oviedo, León y Palencia se convirtieron en sufragáneas de Toledo.
Esta visita sirvió de argumento a una de las primeras sátiras antipapales, la llamada Garcineida.

## Últimos años
Tras el desastre de Alfonso VI en la batalla de Uclés y la muerte del rey en 1109, vio reducida su influencia en la corte leonesa de la reina doña Urraca. Aun así, participó activamente en la tarea reconquistadora y tomó (3 de mayo de 1118) la ciudad de Alcalá de Henares, que pasó desde ese momento a depender de Toledo jurídica y eclesiásticamente. Allí mandó construir un palacio arzobispal que sería residencia de los arzobispos de Toledo en Alcalá.
Sus malas relaciones con doña Urraca y la aparición de un nuevo papa, Calixto II, cuñado de doña Urraca, tío de Alfonso VII y amigo personal de Diego Gelmírez, hicieron disminuir su poder: en 1120, por ejemplo, el papa Calixto concedió la dignidad metropolitana a Santiago de Compostela, aunque no se tocó la primacía toledana.
Murió en Toledo en abril de 1128.